# 基斯利 (英國國會選區)
基斯利（英語：Keighley），英國國會一郡選區，包括英格蘭約克郡-亨伯西約克郡西北部、布拉德福德市西部，共六個地方選區。
始於1885年。自1959年以來一直處於工黨和保守黨之爭的局面。2010年大選中工黨的現任議員安·克萊爾宣佈退休，保守黨的克里斯·霍普金斯以41.3%選票勝出，自工黨手上奪回失去十三年的議席。